# مستعر أعظم 2005ap
المستعر الأعظم 2005 إيه بي (بالإنجليزية: SN 2005ap)‏ المعروف اختصارًا باسم م أ 2005 إيه بي هو مستعر أعظم بالغ الشدة في إنتاج الطاقة من نوع مستعر أعظم II، وقد سجل على أنه أشد المستعرات العظمي لمعانا، وتبلغ شدة لمعانه ضعف المستعر الأعظم 2006 جي واي الذي سجل الرقم القياسي حتى ذلك الحين.
وقد اكتشفه العالم الفلكي روبرت كيمبي في 3 مارس 2005، في أطار مشروع تكساس لاستكشاف المستعرات العظمى والذي قام أيضا باكتشاف المستعر الأعظم 2006 جي واي. ومع أنه قد اكتشف قبل المستعر الأعظم 2006 جي واي، فلم يعترف بأنه أشد منه لمعانًا إلا في وقت حديث. وقد حدث ذلك المستعر الأعظم على بعد نحو 4.7 مليار سنة ضوئية من الأرض ولم تمكن رؤياه بالعين المجردة.
ورغم أن المستعر الأعظم 2005 إيه بي كان أشد لمعانا عند قمته عن المستعر الأعظم 2006 جي واي، فلم يكن له نفس القوة الكلية حيث ظهر الأول وضعف ضوؤه خلال فترة معتادة تقدر بعدة أيام، بينما ظل المستعر الأعظم 2006 جي واي لامعًا على مدي عدة أشهر. المستعر الأعظم 2005 إيه بي أشد لمعانا نحو 300 مرة عن النوع العادي من مستعر أعظم II. ويعتقد في أوساط الفلكيين بأن ذلك المستعر الأعظم قد أدى إلى نشأة نجم كواركات.

## وصلات خارجية
- Leahy, Denis A. (2008). "Superluminous Supernovae SN2006gy, SN2005gj and SN2005ap: Signs for a New Explosion Mechanism". Bulletin of the American Astronomical Society. ج. 40: 255. DOI:2008AAS...212.6401L. مؤرشف من الأصل في 2019-03-31. {{استشهاد بدورية محكمة}}: تأكد من صحة قيمة |doi= (مساعدة)
- New Scientist
- The Astrophysics journal Extract
- Supernova blazed like 100 billion suns
- Image SN 2005ap
- Image SN 2005ap
- SIMBAD data
- الذرات تحمل سر الانفجار الكبير